# Dandakharka (Dholkha)
Dandakharka (nep. डाँडाखर्क) – gaun wikas samiti w środkowej części Nepalu w strefie Dźanakpur w dystrykcie Dholkha. Według nepalskiego spisu powszechnego z 2001 roku liczył on 879 gospodarstw domowych i 4179 mieszkańców (2288 kobiet i 1891 mężczyzn).